# کارآگاه حقیقی (فصل ۱)
فصل نخست کارآگاه حقیقی، یک مجموعه آنتولوژی آمریکایی در ژانر جنایی است که توسط نیک پیزولاتو خلق شده‌است. این سریال پخش خود را از تاریخ ۱۲ ژانویه ۲۰۱۴ و از طریق شبکه اچ‌بی‌او آغاز کرد. متیو مک‌کانهی، وودی هارلسون، میشل موناهن، مایکل پاتس و توری کیتلز بازیگران اصلی سریال هستند. این فصل از سریال با پخش هشت قسمت در تاریخ ۹ مارس ۲۰۱۴ به پایان رسید.
داستان این فصل روایت غیرخطی دارد و در دو بازه زمانی سال ۱۹۹۵ و ۲۰۱۲ رخ می‌دهد و داستان دو پلیس به نام‌های راست کول و مارتی هارت را دنبال می‌کند که درگیر پرونده قتل عجیب یک دختر می‌شوند که زندگی حرفه‌ای و شخصی خودشان را برای همیشه دست‌خوش تغییر می‌کند. فصل اول کارآگاه حقیقی در کنار داستان جنایی خود به مفاهیمی همچون بدبینی، هیچ‌انگاری و مسیحیت می‌پردازد.
پیزولاتو در ابتدا قصد داشت تا کارآگاه حقیقی را تبدیل به یک رمان کند اما بعد به این نتیجه رسید که فرمت مجموعهٔ تلویزیونی برای بیان قصه مناسب خواهد بود. پیزولاتو به تنهایی فیلم‌نامه تمامی هشت قسمت را نوشت و کری فوکوناگا نیز آن‌ها را کارگردانی کرد. فیلم‌برداری به مدت سه ماه در لوئیزیانا انجام شد. سریال با واکنش عمدتاً مثبتی از سوی منتقدان همراه بود و بسیاری آن را جزو یکی از بهترین سریال‌های درام سال دانستند. فصل اول سریال در چند رشته از جمله بهترین سریال درام نامزد جایزه امی شد. همچنین در هفتاد و دومین مراسم گلدن گلوب سریال در سه رشته از جمله بهترین مجموعه تلویزیونی کوتاه یا فیلم تلویزیونی نامزد جایزه گلدن گلوب شد و توانست چندین جایزه در زمینه نویسندگی، کارگردانی و بازیگری را از جشنواره‌های مختلف به خود اختصاص دهد.

## اپیزودها
| شم. کلی | شم. در فصل | عنوان                       | کارگردان     | نویسنده      | تاریخ انتشار اصلی | ایالات متحده تعداد بیننده (میلیون) |
| ------- | ---------- | --------------------------- | ------------ | ------------ | ----------------- | ---------------------------------- |
| ۱       | ۱          | «تاریکی درخشان طولانی»      | کری فوکوناگا | نیک پیزولاتو | ۱۲ ژانویه ۲۰۱۴    | ۲٫۳۳                               |
| ۲       | ۲          | «دیدن چیزها»                | کری فوکوناگا | نیک پیزولاتو | ۱۹ ژانویه ۲۰۱۴    | ۱٫۶۷                               |
| ۳       | ۳          | «اتاق دربسته»               | کری فوکوناگا | نیک پیزولاتو | ۲۶ ژانویه ۲۰۱۴    | ۱٫۹۳                               |
| ۴       | ۴          | «چه کسی آنجا می‌رود»         | کری فوکوناگا | نیک پیزولاتو | ۹ فوریه ۲۰۱۴      | ۱٫۹۹                               |
| ۵       | ۵          | «سرنوشت نامعلوم تمام زندگی» | کری فوکوناگا | نیک پیزولاتو | ۱۶ فوریه ۲۰۱۴     | ۲٫۲۵                               |
| ۶       | ۶          | «خانه تسخیرشده»             | کری فوکوناگا | نیک پیزولاتو | ۲۳ فوریه ۲۰۱۴     | ۲٫۶۴                               |
| ۷       | ۷          | «بعد از آنکه تو رفتی»       | کری فوکوناگا | نیک پیزولاتو | ۲ مارس ۲۰۱۴       | ۲٫۳۴                               |
| ۸       | ۸          | «شکیل و خالی»               | کری فوکوناگا | نیک پیزولاتو | ۹ مارس ۲۰۱۴       | ۳٫۵۲                               |

## بازیگران

### بازیگران اصلی
- متیو مک‌کانهی در نقش کارآگاه راستین اسپنسر «راست» کول:

وی شخصیتی درون‌نگر داشته و هیچ دوست و آشنای شناخته‌شده‌ای ندارد. پس از مرگ دخترش در ۲ سالگی و از هم پاشیدن ازدواجش، دید او نسبت به جهان مطلقاً به پوچی گراییده‌است. کول به دلیل آسیب‌های روحی و عصبی بسیار از داروها و افیون‌های مختلفی استفاده می‌کند. شخصیت‌پردازی وی به گونه‌ای بوده‌است که حالت تضاد بین وی به عنوان یک فرد تگزاسی و محیط بیگانه لوئیزیانا برای بیننده تداعی شود.
- وودی هارلسون در نقش کارآگاه مارتین اریک «مارتی» هارت:

هارت خود را فردی منظم و پلیسی معمولی توصیف می‌کند. وی متأهل بوده و دو دختر نیز دارد اما به دلیل خیانت وی و مشکلات فرزندانش، زندگی زناشویی‌اش از هم پاشیده می‌شود. وی در ابتدا با رفتارهای عجیب کول مشکل داشته و به دفعات تلاش می‌کند تا در وی تغییر ایجاد نماید.
- میشل موناهن در نقش مگی هارت:

وی در ابتدا همسر مارتی بوده اما پس از خیانت وی از او جدا می‌شود.
- مایکل پاتس در نقش کارآگاه مینارد گیلبو
- توری کیتلز در نقش کارآگاه توماس پاپانیا

### سایر بازیگران
- جی.دی. اِوِرمور در نقش کاراگاه لوتز
- دانا گوریر در نقش کتلین
- دن رودز در نقش کاراگاه فور
- مدیسون وولف در نقش ادری هرت
- کوین دان در نقش سرگرد کن کسادا
- الکساندرا داداریو در نقش لیزا ترگنتی
- آنتونی مولینا در نقش کاراگاه
- تس هارپر در نقش خانم کلی
- مگان ولف در نقش میسی هرت
- دان یسو در نقش فرمانده اسپیس
- جکسون بیلز در نقش کاراگاه مارک دافتری
- جیم کلاک در نقش کاراگاه تد برتراند
- مایکل هارنی در نقش کلانتر
- الیزابث ریسر در نقش لوری پرکینز
- برد کارتر در نقش چارلی لنگ
- لیلی سیمونز در نقش بث
- جی او. ساندرس در نقش بیلی لی تاتل
- گلن فلشلر در نقش ارول چیلدرس
- جوزف سیکورا در نقش جینجر
- چارلز هالفورد در نقش رجی لودو
- ارین موریارتی در نقش آدری هرت
- برایتون شاربینو در نقش میسی هرت
- پل بن-ویکتور در نقش سرگرد لروی سلتر
- توماس فرانسیس مورفی در نقش جیک هربرت